# Élections sénatoriales libériennes de 2020
Les élections sénatoriales libériennes de 2020 ont lieu le 8 décembre 2020 au Liberia afin de renouveler la moitié du Sénat. Un référendum constitutionnel a lieu le même jour.
Le scrutin est un revers pour le Congrès pour le changement démocratique du président George Weah, qui ne parvient pas à s'imposer face à une partie de l'opposition réunie en coalition.

## Système électoral

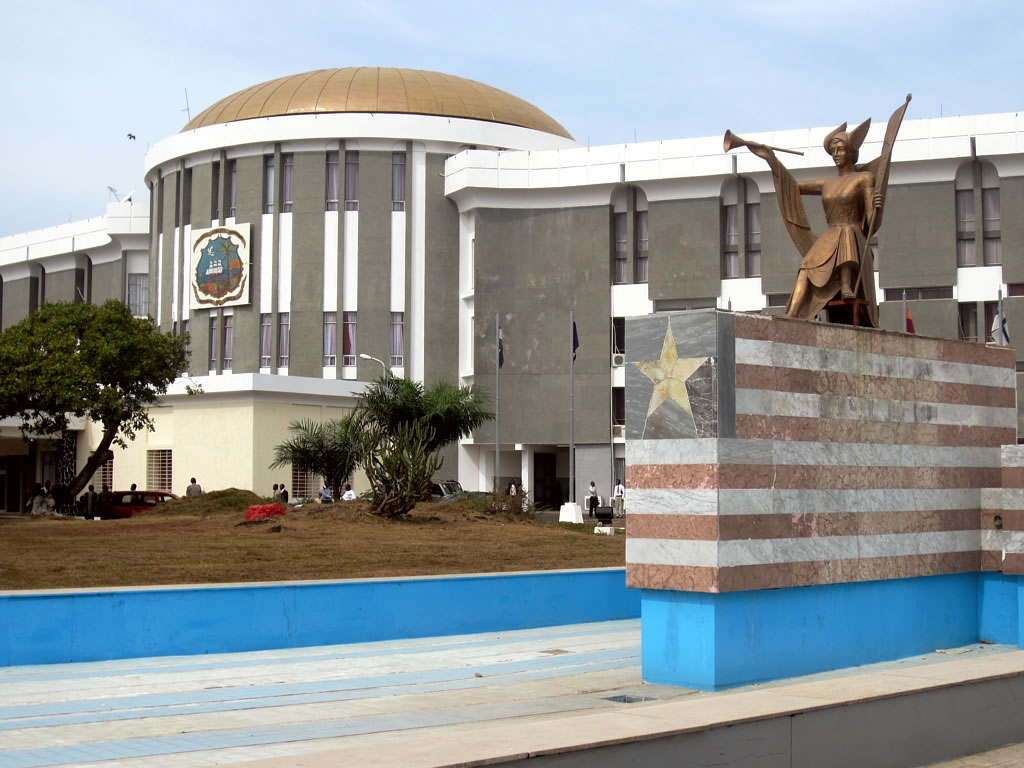
Bâtiment du Sénat à Monrovia

Le Sénat est la chambre haute du parlement bicaméral libérien. Il est composé de 30 sièges renouvelés par moitié selon un calendrier particulier à raison de deux sénateurs pour chacun des 15 Comtés du pays. Un sénateur est ainsi élu dans chaque comté directement par la population pour un mandat de 9 ans au scrutin uninominal majoritaire à un tour au cours de deux scrutins espacés de trois ans, suivis d'une période sans élections de six ans.
Les candidats doivent être âgés d'au minimum trente ans, posséder la nationalité libérienne, être domiciliés dans le comté où ils concourent depuis au moins un an et payer des impôts.

## Résultats
|                                                 |                                                         |                                                         |           |       |      |             |        |        |             |               |  |  |  |  |  |  |  |  |  |
| Parti                                           | Parti                                                   | Parti                                                   | Voix      | %     | +/-  | Sièges      | Sièges | Sièges | Sièges      | Sièges        |  |  |  |  |  |  |  |  |  |
| Parti                                           | Parti                                                   | Parti                                                   | Voix      | %     | +/-  | Total avant | En jeu | Élus   | Total après | +/-           |  |  |  |  |  |  |  |  |  |
|                                                 |                                                         | Parti de l'unité (UP)                                   | 354 898   | 40,27 | 14,3 | 8           | 4      | 6      | 13          | 2             |  |  |  |  |  |  |  |  |  |
|                                                 | Parti de la liberté (LP)                                | 2                                                       | 354 898   | 40,27 | 14,3 | 0           |        | 6      | 13          | 2             |  |  |  |  |  |  |  |  |  |
|                                                 | Congrès national alternatif (ANC)                       | 1                                                       | 354 898   | 40,27 | 14,3 | 0           |        | 6      | 13          | 2             |  |  |  |  |  |  |  |  |  |
|                                                 | Parti de tous les Libériens (ALP)                       | 0                                                       | 354 898   | 40,27 | 14,3 | 0           |        | 6      | 13          | 2             |  |  |  |  |  |  |  |  |  |
| Total Collaboration des partis politiques (CPP) | Total Collaboration des partis politiques (CPP)         | 11                                                      | 354 898   | 40,27 | 14,3 | 4           |        | 6      | 13          | 2             |  |  |  |  |  |  |  |  |  |
|                                                 | Congrès pour le changement démocratique (CDC)           | Congrès pour le changement démocratique (CDC)           | 246 908   | 28,02 | 1,8  | 4           | 2      | 3      | 5           | 1             |  |  |  |  |  |  |  |  |  |
|                                                 | Parti de l'unification du peuple (PUP)                  | Parti de l'unification du peuple (PUP)                  | 56 398    | 6,40  | 1,5  | 1           | 0      | 1      | 2           | 1             |  |  |  |  |  |  |  |  |  |
|                                                 | Mouvement pour la démocratie et la reconstruction (MDR) | Mouvement pour la démocratie et la reconstruction (MDR) | 37 899    | 4,30  | Nv   | 0           | 0      | 1      | 1           | 1             |  |  |  |  |  |  |  |  |  |
|                                                 | Parti de la coalition de tout le Liberia (ALCOP)        | Parti de la coalition de tout le Liberia (ALCOP)        | 9 629     | 1,09  | Nv   | 0           | 0      | 0      | 0           | en stagnation |  |  |  |  |  |  |  |  |  |
|                                                 | Alliance arc-en-ciel (RA)                               | Alliance arc-en-ciel (RA)                               | 9 577     | 1,09  | Nv   | 0           | 0      | 0      | 0           | en stagnation |  |  |  |  |  |  |  |  |  |
|                                                 | Parti de la restauration du Liberia (LRP)               | Parti de la restauration du Liberia (LRP)               | 7 253     | 0,82  | Nv   | 0           | 0      | 0      | 0           | en stagnation |  |  |  |  |  |  |  |  |  |
|                                                 | Union nationale du Liberia (LINU)                       | Union nationale du Liberia (LINU)                       | 6 789     | 0,77  | 0,4  | 0           | 0      | 0      | 0           | en stagnation |  |  |  |  |  |  |  |  |  |
|                                                 | Mouvement pour le changement progressiste (MPC)         | Mouvement pour le changement progressiste (MPC)         | 6 538     | 0,74  | 0,1  | 0           | 0      | 0      | 0           | en stagnation |  |  |  |  |  |  |  |  |  |
|                                                 | Parti du peuple uni (UPP)                               | Parti du peuple uni (UPP)                               | 5 848     | 0,66  | Nv   | 0           | 0      | 0      | 0           | en stagnation |  |  |  |  |  |  |  |  |  |
|                                                 | Parti de la transformation du Liberia                   | Parti de la transformation du Liberia                   | 1 411     | 0,16  | 0,6  | 0           | 0      | 0      | 0           | en stagnation |  |  |  |  |  |  |  |  |  |
|                                                 | Coalition démocratique nationale (NDC)                  | Coalition démocratique nationale (NDC)                  | 659       | 0,07  | 1,2  | 2           | 1      | 0      | 1           | 1             |  |  |  |  |  |  |  |  |  |
|                                                 | Mouvement d'un seul Liberia (MOL)                       | Mouvement d'un seul Liberia (MOL)                       | 131       | 0,01  | Nv   | 0           | 0      | 0      | 0           | en stagnation |  |  |  |  |  |  |  |  |  |
|                                                 | Indépendants                                            | Indépendants                                            | 137 251   | 15,58 | 8,7  | 4           | 1      | 4      | 7           | 3             |  |  |  |  |  |  |  |  |  |
|                                                 | Parti national patriotique (NPP)                        | Parti national patriotique (NPP)                        |           |       |      | 5           | 4      | 0      | 1           | 4             |  |  |  |  |  |  |  |  |  |
|                                                 | Union nationale pour le progrès démocratique (NUDP)     | Union nationale pour le progrès démocratique (NUDP)     | 1         | 1     | 0    | 0           | 1      |        |             |               |  |  |  |  |  |  |  |  |  |
|                                                 | Alliance pour la paix et la démocratie (APD)            | Alliance pour la paix et la démocratie (APD)            | 1         | 1     | 0    | 0           | 1      |        |             |               |  |  |  |  |  |  |  |  |  |
|                                                 | Parti de la destinée du Liberia (LDP)                   | Parti de la destinée du Liberia (LDP)                   | 1         | 1     | 0    | 0           | 1      |        |             |               |  |  |  |  |  |  |  |  |  |
|                                                 |                                                         |                                                         |           |       |      |             |        |        |             |               |  |  |  |  |  |  |  |  |  |
| Suffrages exprimés                              | Suffrages exprimés                                      | Suffrages exprimés                                      | 881 189   | 95,08 |      |             |        |        |             |               |  |  |  |  |  |  |  |  |  |
| Votes blancs et invalides                       | Votes blancs et invalides                               | Votes blancs et invalides                               | 45 584    | 4,92  |      |             |        |        |             |               |  |  |  |  |  |  |  |  |  |
| Total                                           | Total                                                   | Total                                                   | 926 773   | 100   | –    | 30          | 15     | 15     | 30          | en stagnation |  |  |  |  |  |  |  |  |  |
| Abstentions                                     | Abstentions                                             | Abstentions                                             | 1 549 583 | 62,58 |      |             |        |        |             |               |  |  |  |  |  |  |  |  |  |
| Inscrits / participation                        | Inscrits / participation                                | Inscrits / participation                                | 2 476 356 | 37,42 |      |             |        |        |             |               |  |  |  |  |  |  |  |  |  |

## Analyse
L'arrivée en tête de la Collaboration des partis politiques est un revers pour le Congrès pour le changement démocratique du président George Weah, qui ne parvient pas à s'imposer malgré une légère progression,. Le scrutin est par ailleurs marqué par un important renouvellement. Sur quatorze sénateurs sortants candidats à leur réélection, seuls trois y parviennent.